# Sociologia do direito
A sociologia do direito (ou sociologia jurídica ) é frequentemente descrita como uma subdisciplina da sociologia ou uma abordagem interdisciplinar dentro dos estudos jurídicos.  Alguns veem a sociologia do direito como pertencente "necessariamente" ao campo da sociologia ,  mas outros tendem a considerá-la um campo de pesquisa entre as disciplinas do direito e da sociologia . Outros ainda não a consideram uma subdisciplina da sociologia nem um ramo dos estudos jurídicos, mas um campo de pesquisa por direito próprio dentro da tradição mais ampla das ciências sociais. Assim, pode ser descrito sem referência à sociologia dominante como "o estudo empírico sistemático, teoricamente fundamentado, do direito como um conjunto de práticas sociais ou como um aspecto ou campo da experiência social" .  Tem sido visto como tratando o direito e a justiça como instituições fundamentais da estrutura básica da sociedade mediando "entre os interesses políticos e econômicos, entre a cultura e a ordem normativa da sociedade, estabelecendo e mantendo a interdependência e constituindo-se como fontes de consenso , coação e controle social". 
Independentemente de a sociologia do direito ser definida como uma subdisciplina da sociologia, uma abordagem dentro dos estudos jurídicos ou um campo de pesquisa por direito próprio, ela permanece intelectualmente dependente principalmente das tradições, métodos e teorias da sociologia convencional e, em certa medida, em menor grau, em outras ciências sociais , como antropologia social, ciência política, política social, criminologia, psicologia e geografia. Como tal, reflete teorias sociais e emprega métodos científicos sociais para estudar direito, instituições jurídicas e comportamento jurídico. 
Mais especificamente, a sociologia do direito consiste em várias abordagens ao estudo do direito na sociedade, que examinam e teorizam empiricamente a interação entre direito, instituições jurídicas, não jurídicas e fatores sociais .  As áreas de investigação sociojurídica incluem o desenvolvimento social das instituições jurídicas, as formas de controlo social , a regulação jurídica , a interação entre as culturas jurídicas, a construção social das questões jurídicas, a profissão de advogado e a relação entre direito e mudança social. 
Mais frequentemente, a sociologia do direito se beneficia de pesquisas conduzidas em outros campos, como direito comparado, estudos jurídicos críticos, jurisprudência, teoria jurídica, direito e economia e direito e literatura . Seu objeto e o da jurisprudência voltada para questões institucionais condicionadas por situações sociais e políticas convergem - por exemplo, nos domínios interdisciplinares da criminologia e da análise econômica do direito - contribuindo para ampliar o poder das normas jurídicas, mas também tornando seus impactos uma questão de interesse científico. 
Sociologia do direito ou sociologia jurídica é frequentemente definida como o ramo da sociologia dedicado ao estudo do Direito, disciplina "auxiliar” relegada a condição subalterna no campo jurídico. Contudo, essa situação constrangedora foi superada graças ao renovado interesse em noções como “interdependência”, “controle”, “consenso”, “coercibilidade”, e à perspectiva do Direito e da Justiça como sistemas sociais, mais especificamente "subsistemas da sociedade", derivados analiticamente mas assim mesmo refletindo a realidade objetiva. Nessa condição, e do mesmo modo que a política, a economia e a educação (socialização), ambos exercem funções específicas: estabelecer e manter as condições genéricas de coercibilidade, controle social, consenso e interdependência; contribuir para a existência e a preservação do sistema social.

## Origens intelectuais
As raízes da sociologia do direito remontam aos trabalhos de sociólogos e juristas da virada do século anterior. A relação entre direito e sociedade foi explorada sociologicamente nas obras seminais de Max Weber e Émile Durkheim. Os escritos sobre direito desses sociólogos clássicos são fundamentais para toda a sociologia do direito hoje.  Vários outros estudiosos, principalmente juristas, também empregaram teorias e métodos científicos sociais na tentativa de desenvolver teorias sociológicas do direito. Notavelmente entre estes estavam Leon Petrazycki, Eugen Ehrlich e Georges Gurvitch. 
Para Max Weber , a chamada "forma racional jurídica" como um tipo de dominação na sociedade, não é atribuível às pessoas, mas a normas abstratas.  Ele entendia o corpo da lei coerente e calculável em termos de uma autoridade racional-legal. Tal lei coerente e calculável formou uma pré-condição para os desenvolvimentos políticos modernos e o estado burocrático moderno e desenvolveu-se em paralelo com o crescimento do capitalismo. Central para o desenvolvimento do direito moderno é a racionalização formal do direito com base em procedimentos gerais que são aplicados de forma igual e justa a todos. O direito racionalizado moderno também é codificado e impessoal em sua aplicação a casos específicos. Em geral, a visão de Weber pode ser descrita como uma abordagem externa do direito que estuda as características empíricas do direito, em oposição à perspectiva interna das ciências jurídicas e à abordagem moral da filosofia do direito. 
Émile Durkheim escreveu em a Divisão do Trabalho Social que, à medida que a sociedade se torna mais complexa, o corpo do direito civil preocupado principalmente com a restituição e a compensação cresce às custas das leis criminais e das sanções penais.  Ao longo do tempo, o direito passou por uma transformação de direito repressivo em direito restitutivo. O direito restitutivo opera em sociedades nas quais há um alto grau de variação individual e ênfase nos direitos e responsabilidades pessoais. Para Durkheim, o direito é um indicador do modo de integração de uma sociedade, que pode ser mecânica, entre partes idênticas, ou orgânica, entre partes diferenciadas, como nas sociedades industrializadas. Durkheim também argumentou que uma sociologia do direito deveria ser desenvolvida ao lado e em estreita conexão com uma sociologia da moral, estudando o desenvolvimento de sistemas de valores refletidos no direito. 

Em Princípios Fundamentais da Sociologia do Direito, Eugen Ehrlich desenvolveu uma abordagem sociológica para o estudo do direito, concentrando-se em como as redes e grupos sociais organizavam a vida social.  Ele explorou a relação entre o direito e as normas sociais gerais e distinguiu entre o "direito positivo", consistindo nas normas compulsivas do Estado exigindo aplicação oficial, e o "direito vivo", consistindo nas regras de conduta que as pessoas de fato obedeciam e que dominava a vida social. Este último surgiu espontaneamente à medida que as pessoas interagiam umas com as outras para formar associações sociais. 
O centro de gravidade do desenvolvimento jurídico, portanto, desde tempos imemoriais, não está na atividade do Estado, mas na própria sociedade, e deve ser buscado lá na atualidade”. Eugen Erhlich - Princípios fundamentais da sociologia jurídica 
Isso foi alvo de críticas por parte dos defensores do positivismo jurídico, como o jurista Hans Kelsen , por sua distinção entre "o direito criado pelo Estado e o direito produzido pelos imperativos organizacionais das associações sociais não estatais".  De acordo com Kelsen, Ehrlich confundiu Sein ("ser") e Sollen ("dever ser") .  No entanto, alguns argumentaram que Ehrlich estava distinguindo entre o direito positivo (ou estatal), que os advogados aprendem e aplicam, e outras formas de 'direito', o que Ehrlich chamou de "direito vivo", que regula a vida cotidiana, geralmente evitando conflitos de atingindo advogados e tribunais. 
Leon Petrazycki distinguiu entre formas de “direito oficial”, apoiado pelo Estado, e “direito intuitivo”, consistindo em experiências jurídicas que, por sua vez, consistem em um complexo de processos psíquicos na mente do indivíduo sem referência a autoridades externas. O trabalho de Petrazycki abordava problemas sociológicos e seu método era empírico, pois sustentava que só se podia obter conhecimento de objetos ou relações pela observação. No entanto, ele expressou sua teoria na linguagem da psicologia cognitiva e da filosofia moral, em vez da sociologia. Consequentemente, sua contribuição para o desenvolvimento da sociologia do direito permanece em grande parte não reconhecida. Por exemplo, o "direito intuitivo" de Petrazycki influenciou não apenas o desenvolvimento do conceito de "direito social" de Georges Gurvitch  que por sua vez deixou sua marca na teorização sociojurídica, mas também o trabalho de estudiosos sociojurídicos posteriores. . Entre aqueles que se inspiraram diretamente no trabalho de Petrazycki está o sociólogo jurídico polonês Adam Podgórecki. 
Theodor Geiger desenvolveu uma análise coesa da teoria marxista do direito. Ele destacou como o direito se torna um "fator de transformação social nas sociedades democráticas do tipo que são regidas pelo consentimento expresso pelo sufrágio universal da população praticado em intervalos regulares".  Geiger passou a desenvolver as características salientes de seu pensamento antimetafísico, até superá-lo com o niilismo prático. O niilismo de valores de Geiger abriu caminho para uma forma de niilismo legal, que incentiva a construção de uma democracia sóbria "que seja capaz de elevar o conflito ao nível intelectual e de anestesiar os sentimentos, pois é consciente de sua própria incapacidade de fazer qualquer proclamação de valor, ética ou política sobre a natureza da verdade". 
Georges Gurvitch estava interessado na fusão da manifestação simultânea do direito em várias formas e em vários níveis de interação social. Seu objetivo era conceber o conceito de "lei social" como uma lei de integração e cooperação.  A lei social de Gurvitch era parte integrante de sua sociologia geral. "É também uma das primeiras contribuições sociológicas para a teoria do pluralismo jurídico, uma vez que desafiou todas as concepções de direito baseadas em uma única fonte de autoridade legal, política ou moral". 
Como disciplina, a sociologia do direito teve uma recepção precoce na Argentina. Como um movimento local de juristas oriundos do trabalho de Carlos Cossio, pesquisadores sul-americanos têm se concentrado em direito comparado e insights sociológicos, direito constitucional e sociedade, direitos humanos e abordagens psicossociais das práticas jurídicas. 

## Abordagens sociológicas ao estudo do direito

### Sociologia do direito moderna
A sociologia do direito tornou-se claramente estabelecida como um campo acadêmico de aprendizagem e pesquisa empírica após a Segunda Guerra Mundial.  Após a Segunda Guerra Mundial, o estudo do direito não foi central na sociologia, embora alguns sociólogos bem conhecidos tenham escrito sobre o papel do direito na sociedade. Na obra de Talcott Parsons , por exemplo, o direito é concebido como um mecanismo essencial de controle social.  Em resposta às críticas que foram desenvolvidas contra o funcionalismo, surgiram outras perspectivas sociológicas do direito. 
Os sociólogos críticos desenvolveram uma perspectiva do direito como instrumento de poder. No entanto, outros teóricos da sociologia do direito, como Philip Selznick, argumentou que o direito moderno tornou-se cada vez mais sensível às necessidades de uma sociedade e teve que ser abordado moralmente também.  Ainda outros estudiosos, mais notavelmente o sociólogo americano Donald Black , desenvolveram uma teoria do direito resolutamente científica com base em um paradigma de sociologia pura. Como “ciência pura” a sociologia do direito não se concentra nos infratores, mas nas funções ou consequências da desordem, da violência e da criminalidade, abordadas como produtos do meio físico e social determinado pelo direito, pela moral, pela educação e por todas as outras formas de organização social. 

Por sua vez, como "ciência aplicada" está voltada para a solução de problemas concretos, razão pela qual - dadas as deficiências teóricas e metodológicas do estudo de causas e efeitos particularmente em questões relacionadas ao crime - a atenção dos sociólogos contemporâneos é absorvido na identificação e análise de fatores de risco (por exemplo, transformar crianças e jovens em potenciais infratores) e fatores de proteção (tendendo a trazer personalidades "normais" e "bons" membros da comunidade). Igualmente amplo em orientação, mas novamente diferente, é a teoria dos sistemas autopoiéticos do sociólogo alemão Niklas Luhmann que apresenta o direito ou "o sistema jurídico"como um dos dez sistemas de funções da sociedade. 
Toda a vida humana coletiva é direta ou indiretamente moldada pela lei. O direito é como o conhecimento, um fato essencial e onipresente da condição social. 
O filósofo social Jürgen Habermas discorda de Luhmann e argumenta que o direito pode fazer um trabalho melhor como uma instituição do 'sistema' ao representar mais fielmente os interesses das pessoas comuns no "mundo da vida". Ainda outra teoria sociológica do direito e dos advogados é a de Pierre Bourdieu e seus seguidores, que veem o direito como um campo social no qual os atores lutam por capital cultural, simbólico e econômico e, assim, desenvolvem o habitus profissional reprodutivo do advogado.  Em vários países da Europa continental, a pesquisa empírica em sociologia do direito desenvolveu-se fortemente a partir das décadas de 1960 e 1970. Na Polônia, o trabalho de Adam Podgórecki e seus associados (muitas vezes influenciados porideias de Petrazyck ) foi especialmente notável; na Suécia, a pesquisa empírica em sociologia do direito nesse período foi iniciada especialmente por Per Stjernquist e na Noruega por Vilhelm Aubert. 
Em anos mais recentes, uma gama muito ampla de teorias surgiu na sociologia do direito como resultado da proliferação de teorias na sociologia em geral. Entre as influências recentes pode-se citar a obra do filósofo francês Michel Foucault , do teórico social alemão Jürgen Habermas, feminismo, pós-modernismo e desconstrução, neomarxismo e behaviorismo.. A variedade de influências teóricas na sociologia do direito também marcou o campo mais amplo do direito e da sociedade. O campo multidisciplinar de direito e sociedade continua muito popular, enquanto o campo de especialidade disciplinar da sociologia do direito também está "mais organizado do que nunca em aspectos institucionais e profissionais". 

### Movimento "Direito e Sociedade"
O movimento norte-americnao "Law and Society" (direito e sociedade) é um movimento estabelecido após a Segunda Guerra Mundial por iniciativa principalmente de sociólogos que tinham interesse no estudo do direito.  A lógica do movimento "Law and Society" é sutilmente resumida em duas frases curtas de Lawrence Friedman : "O direito é uma presença vital massiva nos Estados Unidos. É importante demais para ser deixado para os advogados".  Seus fundadores acreditavam que o "estudo do direito e das instituições jurídicas em seu contexto social poderia constituir-se como um campo acadêmico diferenciado por seu compromisso com o diálogo interdisciplinar e métodos de pesquisa multidisciplinares". 
Como tal, “a suposição básica subjacente a este trabalho é que o direito não é autônomo – isto é, independente da sociedade”. Enquanto “os estudos jurídicos convencionais olham para dentro do sistema jurídico para responder a questões da sociedade”, o “movimento direito e sociedade olha para fora e trata o grau de autonomia, se houver, como uma questão empírica”.  Além disso, os estudos sobre direito e sociedade expressam uma profunda preocupação com o impacto que as leis têm na sociedade uma vez que entram em vigor, uma preocupação que é ignorada ou pouco abordada nos estudos jurídicos convencionais.  O estabelecimento da "Law and Society Association" em 1964 e da "Law and Society Review" em 1966 garantiu a continuidade das atividades acadêmicas do movimento Law and Society e permitiu que seus membros influenciassem a educação jurídica e a formulação de políticas nos Estados Unidos. 
Por um lado, a principal diferença entre a sociologia do direito e o Direito e a sociedade é que esta não se limita teórica ou metodologicamente à sociologia e tenta, em vez disso, acomodar insights de todas as disciplinas das ciências sociais.  "Não só oferece um lar para sociólogos e antropólogos sociais e cientistas políticos com interesse em direito, mas também tenta incorporar psicólogos e economistas que estudam direito."  De outro ponto de vista, tanto a sociologia do direito quanto o Direito e a sociedade devem ser vistos como empreendimentos multidisciplinares ou transdisciplinares, embora a sociologia do direito tenha laços especiais com os métodos, teorias e tradições da sociologia.  
Durante as décadas de 1970 e 1980, vários estudos empíricos originais foram conduzidos por estudiosos do Direito e da Sociedade sobre resolução de conflitos e disputas. Em seus primeiros trabalhos, William Felstiner, por exemplo, focou em formas alternativas de resolver conflitos (evitação, mediação, litígio etc.). Juntamente com Richard Abel e Austin Sarat, Felstiner desenvolveu a ideia de uma pirâmide de disputas e a fórmula "nomear, culpar, reclamar", que se refere a diferentes estágios de resolução de conflitos e níveis da pirâmide. 

### Jurisprudência sociológica
A sociologia do direito geralmente se distingue da Jurisprudência sociológica. Como forma de jurisprudência, esta última não se preocupa principalmente em contribuir diretamente para a ciência social e, em vez disso, se envolve diretamente com debates jurídicos envolvendo a prática jurídica e a teoria jurídica. A jurisprudência sociológica concentra a atenção jurídica na variação das instituições e práticas jurídicas e nas fontes e efeitos sociais das ideias jurídicas. Ele extrai recursos intelectuais da teoria social e se baseia explicitamente na pesquisa em ciências sociais para entender as formas de regulação em evolução e o significado cultural do direito. 
Em sua forma pioneira foi desenvolvido nos Estados Unidos por Louis Brandeis e Roscoe Pound.  Foi influenciado pelo trabalho de sociólogos jurídicos pioneiros, como o jurista austríaco Eugen Ehrlich e o sociólogo russo-francês Georges Gurvitch.  Embora a distinção entre diferentes ramos dos estudos científicos sociais do direito nos permita explicar e analisar o desenvolvimento da sociologia do direito em relação à sociologia dominante e aos estudos jurídicos, pode-se argumentar que tais distinções potencialmente artificiais não são necessariamente frutíferas para o desenvolvimento do campo como um todo. Nessa visão, para que os estudos científicos sociais do direito transcendam os limites teóricos e empíricos que atualmente definem seu escopo, eles precisam ir além das distinções artificiais. 

## Estudos sócio-jurídicos
Os 'estudos sociojurídicos' (sociolegal studies) no Reino Unido cresceram principalmente devido ao interesse das faculdades de direito em promover estudos interdisciplinares de direito.  Seja considerada como uma disciplina emergente, subdisciplina ou uma abordagem metodológica, muitas vezes é vista à luz de sua relação e papel de oposição dentro do direito.  Não deve, portanto, ser confundido com a sociologia jurídica de muitos países da Europa Ocidental ou com os estudos do movimento "Law and Society" nos EUA, que promovem laços disciplinares muito mais fortes com as ciências sociais. No passado, foi apresentado como o ramo aplicado da sociologia do direito e criticado por ser empirista e ateórico. Max Travers, por exemplo, considera os estudos sociojurídicos como um subcampo da política social, 'principalmente preocupado em influenciar ou servir a política governamental na prestação de serviços jurídicos'  e acrescenta que "abandonou quaisquer aspirações que já teve desenvolver teorias gerais sobre o processo político". 
Profissionais notáveis de estudos sociojurídicos incluem a professora Carol Smart, co-diretora do Morgan Centro de Estudos para Vida Pessoal e Relacionamentos (em homenagem ao sociólogo David Morgan), bem como o professor Mavis Maclean e John Eekelaar que são diretores do Centro Oxford para Direito de Família e Políticas (OXFLAP). 
Métodos sócio-legais de investigação
A sociologia do direito não tem métodos de investigação que tenham sido desenvolvidos especificamente para a realização de pesquisas sociojurídicas. Em vez disso, emprega uma ampla variedade de métodos científicos sociais, incluindo técnicas de pesquisa qualitativas e quantitativas, para explorar o direito e os fenômenos jurídicos. Abordagens positivistas, bem como interpretativas (como a análise do discurso) e etnográficas  para coleta e análise de dados são usadas no campo sociojurídico. 

## Sociologia do direito na Grã-Bretanha
A sociologia do direito era um subcampo pequeno, mas em desenvolvimento, da sociologia e dos estudos jurídicos britânicos na época em que Campbell e Wiles escreveram sua revisão da pesquisa sobre direito e sociedade em 1976. Infelizmente, apesar de sua promessa inicial, permaneceu um campo pequeno. Muito poucos estudos sociológicos empíricos são publicados a cada ano. No entanto, houve alguns estudos excelentes, representando uma variedade de tradições sociológicas, bem como algumas importantes contribuições teóricas. As duas abordagens mais populares durante as décadas de 1960 e 1970 foram o interacionismo e o marxismo. 
Interacionismo simbólico e marxismo
O interacionismo tornou-se popular na América nas décadas de 1950 e 1960 como uma alternativa politicamente radical ao estrutural-funcionalismo. Em vez de ver a sociedade como um sistema que regula e controla as ações dos indivíduos, os interacionistas argumentavam que a sociologia deveria abordar o que as pessoas estavam fazendo em situações particulares e como elas entendiam suas próprias ações. A sociologia do desvio, que incluía temas como crime, homossexualidade e doença mental, tornou-se o foco desses debates teóricos. Os funcionalistas retrataram o crime como um problema a ser administrado pelo sistema legal. Os teóricos da rotulagem, por outro lado, se concentraram no processo de criação e aplicação da lei: como o crime foi construído como um problema. Vários sociólogos britânicos e alguns pesquisadores de faculdades de direito se basearam nessas ideias ao escrever sobre direito e crime. 
A abordagem sociológica mais influente durante esse período foi, no entanto, o marxismo – que pretendia oferecer uma compreensão científica e abrangente da sociedade como um todo da mesma forma que o estrutural-funcionalismo, embora com ênfase na luta entre diferentes grupos por vantagens materiais. , em vez de consenso de valor. Essa abordagem atraiu a imaginação de muitas pessoas com visões políticas de esquerda nas faculdades de direito, mas também gerou alguns estudos empíricos interessantes. Estes incluíram estudos históricos sobre como determinados estatutos foram usados para promover os interesses de grupos econômicos dominantes, e também a memorável etnografia de Pat Carlen, que combinou recursos analíticos do marxismo e do interacionismo, especialmente da sociologia de Erving Goffman, ao escrever sobre os tribunais de magistrados. 
Centro de Estudos Sociojurídicos da Universidade de Oxford
A década de 1980 também foi uma época frutífera para a sociologia empírica do direito na Grã-Bretanha, principalmente porque Donald Harris se propôs deliberadamente a criar as condições para um intercâmbio frutífero entre advogados e sociólogos no Centro de Estudos Sociojurídicos da Universidade de Oxford . Ele teve a sorte de recrutar vários cientistas sociais jovens e talentosos, incluindo J. Maxwell Atkinson e Robert Dingwall, que estavam interessados em etnometodologia, análise de conversação e sociologia das profissões, e Doreen McBarnet, que se tornou uma figura cult em à esquerda depois de publicar sua tese de doutorado, que promoveu uma análise marxista particularmente clara e vigorosa do sistema de justiça criminal. 
A etnometodologia não foi mencionada anteriormente nesta revisão e tende a ser negligenciada por muitos revisores neste campo, uma vez que não pode ser facilmente assimilada aos seus interesses teóricos. Pode-se notar, no entanto, que ele sempre ofereceu uma forma mais radical e completa de teorizar a ação do que o interacionismo (embora as duas abordagens tenham muito em comum quando comparadas às tradições que veem a sociedade como um todo estrutural, como o marxismo ou o funcionalismo). Durante seu tempo no centro, J. Maxwell Atkinson colaborou com Paul Drew, sociólogo da Universidade de York, no que se tornou o primeiro estudo analítico de conversação de interação em tribunais, usando transcrições de audiências de legistas na Irlanda do Norte. 
Outra área de interesse desenvolvida em Oxford nesse período foi a sociologia das profissões. Robert Dingwall e Philip Lewis editaram o que continua sendo uma coleção interessante e teoricamente diversa, reunindo especialistas da sociologia do direito e da medicina. O estudo mais conhecido até hoje foi publicado pelo estudioso americano Richard Abel  que empregou ideias e conceitos da sociologia funcionalista, marxista e weberiana para explicar os altos rendimentos e status que os advogados britânicos desfrutaram durante a maior parte do século XX.  
Desenvolvimentos recentes
Desde a década de 1980, relativamente poucos estudos empíricos do direito e das instituições jurídicas foram conduzidos por sociólogos britânicos, ou seja, estudos que são empíricos e ao mesmo tempo se envolvem com as preocupações teóricas da sociologia.  Existem, no entanto, algumas excepções. Para começar, a sociologia do direito, juntamente com tantas áreas de trabalho acadêmico, foi animada e renovada por meio do engajamento com o feminismo. Tem havido um grande interesse nas implicações das ideias de Foucault sobre governamentalidade para a compreensão do direito,  e também em pensadores continentais como Niklas Luhmann e Pierre Bourdieu. Mais uma vez, pode-se argumentar que foram produzidos muito menos estudos empíricos do que se poderia esperar, mas muitos trabalhos interessantes foram publicados. 
Uma segunda exceção encontra-se nos trabalhos de pesquisadores que empregaram recursos da etnometodologia e do interacionismo simbólico no estudo dos cenários jurídicos. Esse tipo de pesquisa é claramente mais sociológica do que sociojurídica porque continuamente se engaja no debate com outras tradições teóricas da sociologia. A tese de doutorado de Max Travers sobre o trabalho de um escritório de advogados criminais levou outros sociólogos, e especialmente marxistas, a repreender por não abordar ou respeitar como advogados e clientes entendem suas próprias ações (um argumento padrão usado por etnometodólogos em debates com tradições estruturais em a disciplina). Também, no entanto, explorou questões levantadas por pensadores jurídicos em sua crítica às tradições estruturais na sociologia do direito: até que ponto a ciência social pode abordar o conteúdo da prática jurídica. 
Apesar dos desenvolvimentos relativamente limitados em pesquisas empíricas recentes, os debates teóricos em sociologia do direito têm sido importantes na literatura britânica durante as últimas décadas, com contribuições de David Nelken explorando os problemas de uma sociologia comparada do direito e o potencial da ideia de culturas jurídicas,  Roger Cotterrell buscando desenvolver uma nova visão das relações entre direito e comunidade para substituir o que ele vê como paradigmas ultrapassados de 'direito e sociedade',  e outros estudiosos, como David Schiffe Richard Nobles, examinando o potencial da teoria dos sistemas de Luhman e até que ponto o direito pode ser visto como um campo social autônomo, em vez de intimamente relacionado com outros aspectos do social.  Também significativo tem sido o florescente campo de pesquisa sócio-legal sobre regulamentação e governo,  para o qual estudiosos britânicos têm sido contribuintes proeminentes. 

## A busca por um conceito sociológico de direito
Em oposição a compreensão tradicional do direito,  a sociologia do direito normalmente não vê e define o direito apenas como um sistema de regras, doutrina e decisões, que existem independentemente da sociedade da qual se originam.  O aspecto do direito baseado em regras é, reconhecidamente, importante, mas fornece uma base inadequada para descrever, analisar e compreender o direito em seu contexto social. 
Assim, a sociologia jurídica considera o direito como um conjunto de práticas institucionais que evoluíram ao longo do tempo e se desenvolveram em relação e por meio da interação com estruturas e instituições culturais, econômicas e sociopolíticas. Como um sistema social moderno, o direito se esforça para ganhar e manter sua autonomia para funcionar independentemente de outras instituições e sistemas sociais, como religião, política e economia. No entanto, permanece histórica e funcionalmente ligada a essas outras instituições. Assim, um dos objetivos da sociologia do direito continua sendo o de conceber metodologias empíricas capazes de descrever e explicar a interdependência do direito moderno com outras instituições sociais. 
A evolução social converteu o direito em uma referência poderosa – talvez a mais importante – da vida civilizada ao substituir os vínculos tradicionais condicionados por identidades de “sangue” ou território por um novo tipo de subordinação especificamente legal e voluntária entre atores iguais e livres. O grau de abstração das regras e princípios jurídicos aumenta constantemente, o sistema adquire autonomia e controle sobre sua própria dinâmica, permitindo que a ordem normativa da sociedade se administre sem a legitimação religiosa e a autoridade dos costumes.   Nas sociedades modernas, o direito é assim distinguido por:
(1) sua autonomia em relação à política, religião, instituições não jurídicas e outras disciplinas acadêmicas; é um conjunto de regras fixas que, graças ao poder do Estado, adquire força vinculante e permanece efetiva, impondo normas de conduta a indivíduos, grupos sociais e sociedades inteiras; e também uma técnica social, um sistema de regulação do comportamento dotado de uma forma linguística muito especial e artificial mantida a uma distância segura da linguagem coloquial vaga e fluida, em permanente estado de transformação;
(2) suas corporações e associações profissionais de legisladores, juízes, advogados, juristas;
(3) suas instituições idealizadas, concebidas menos pela tradição do que pela força da sistematização; e
(4) seu processo de educação orientado para a explicação e avaliação de entidades jurídicas, normas, regulamentos, estatutos etc. 
Algumas abordagens influentes dentro da sociologia do direito desafiaram as definições de direito em termos de direito oficial (estatal) (como, o conceito de "direito vivo" de Eugen Ehrlich e de Georges Gurvitch - "o direito social"). Deste ponto de vista, o direito é entendido amplamente como incluindo não apenas o sistema legal e instituições e processos legais formais (ou oficiais), mas também várias formas informais (ou não oficiais) de nomatividade e regulação que são geradas dentro de grupos, associações e comunidades. Os estudos sociológicos do direito não se limitam, portanto, a analisar como as regras ou instituições do ordenamento jurídico interagem com classe social, gênero, raça, religião, sexualidade e outras categorias sociais. Eles também se concentram em como os ordenamentos normativos internos de vários grupos e "comunidades", como a comunidade de advogados, empresários, cientistas, membros de partidos políticos ou membros da máfia, interagem entre si. Em suma, o direito é estudado como parte integrante e constitutiva das instituições sociais, agrupamentos e comunidades. Essa abordagem é desenvolvida mais adiante na seção sobre pluralismo jurídico. 

## Sociologia do direito não-ocidental
O interesse pela sociologia do direito continua a ser mais difundido nos países ocidentais. Algumas pesquisas importantes foram produzidas por estudiosos indianos,  mas encontramos apenas uma quantidade limitada de trabalhos sociojurídicos de pesquisadores, por exemplo, do Oriente Médio ou das partes central e norte da África. Assim, a difusão global dos estudos sociológicos do direito aparece de forma desigual e concentrada, sobretudo, em nações industrializadas com sistemas políticos democráticos. Nesse sentido, a expansão global da sociologia jurídica “não está ocorrendo de maneira uniforme através das fronteiras nacionais e parece se correlacionar com uma combinação de fatores como riqueza/pobreza nacional e forma de organização política, bem como fatores históricos como o crescimento da o estado de bem-estar. No entanto, nenhum desses fatores por si só pode explicar essa disparidade”.  

## Perspectivas contemporâneas

### Pluralismo jurídico
O pluralismo jurídico é um conceito desenvolvido por sociólogos jurídicos e antropólogos sociais "para descrever várias camadas do direito, geralmente com diferentes fontes de legitimidade, que existem dentro de um único estado ou sociedade". Também é definida "como uma situação em que dois ou mais sistemas jurídicos coexistem no mesmo campo social".  Os pluralistas jurídicos definem o direito amplamente para incluir não apenas o sistema de tribunais e juízes apoiados pelo poder coercitivo do Estado, mas também as "formas não legais de ordenamento normativo". O pluralismo jurídico consiste em muitas abordagens metodológicas diferentes e, como conceito, abrange "perspectivas diversas e muitas vezes contestadas sobre o direito, que vão desde o reconhecimento de diferentes ordens jurídicas dentro do Estado-nação, até um conceito de direito mais abrangente e aberto que não depende necessariamente do reconhecimento estatal para sua validade. Este último conceito de direito pode vir a existir sempre que dois ou mais sistemas jurídicos existam no mesmo campo social". 
A ideologia do positivismo jurídico teve uma influência tão poderosa na imaginação de advogados e cientistas sociais que sua imagem do mundo jurídico conseguiu se disfarçar de fato e formou a pedra fundamental da teoria social e jurídica. 
O pluralismo jurídico ocupou uma posição central na teorização sociojurídica desde o início da sociologia do direito. As teorias sociológicas de Eugen Ehrlich e Georges Gurvitch foram as primeiras contribuições sociológicas ao pluralismo jurídico. Além disso, forneceu o tópico mais duradouro do debate sociojurídico ao longo de muitas décadas, tanto na sociologia do direito quanto na antropologia jurídica.  e recebeu mais do que sua cota de críticas dos proponentes das várias escolas do positivismo jurídico .  Os críticos muitas vezes perguntam: "Como o direito é distinguido em uma visão pluralista de outros sistemas normativos? O que torna um sistema de regras sociais legal?". 
A controvérsia surge principalmente "da alegação de que a única lei verdadeira é a lei feita e aplicada pelo Estado moderno". Este ponto de vista também é conhecido como "centralismo legal". De um ponto de vista legalista centralista, John Griffiths escreve, "o direito é e deve ser o direito do Estado, uniforme para todas as pessoas, exclusivo de qualquer outro direito, e administrado por um único conjunto de instituições estatais.  Assim, de acordo com centralismo legal, "as leis consuetudinárias e as leis religiosas não são propriamente chamadas de 'lei', exceto na medida em que o Estado escolheu adotar e tratar qualquer ordem normativa como parte de sua própria lei".  
Muitas vezes é feita uma distinção entre as versões "fraca" e "forte" do pluralismo jurídico. A versão “fraca” não questiona necessariamente os principais pressupostos do “centralismo jurídico”, mas apenas reconhece que dentro do domínio do direito estatal ocidental outros sistemas jurídicos, como o direito consuetudinário ou islâmico, também podem ter um (co-) existência. 
Assim, a versão "fraca" não considera outras formas de ordenamento normativo como lei. Como diz Tamanaha, um dos críticos do pluralismo jurídico: "Ordenação normativa é, bem, ordenação normativa. Direito é outra coisa, algo que isolamos e chamamos de direito".  A versão "forte", por outro lado, rejeita todos os modelos jurídicos centralistas e formalistas de direito, como "em relação ao direito estatal como uma entre muitas formas de direito ou formas de ordenamento social. Insiste que o direito moderno é plural, que é tanto privado quanto público, mas o mais importante é que "o sistema jurídico nacional (funcionário público) é muitas vezes um locus secundário e não primário de regulação". 
A crítica dirigida ao pluralismo jurídico muitas vezes usa os pressupostos básicos do positivismo jurídico para questionar a validade das teorias do pluralismo jurídico que visam criticar esses mesmos pressupostos (positivistas).  Como Roger Cotterrel explica, a concepção pluralista deve ser entendida como parte do "esforço do sociólogo jurídico para ampliar as perspectivas sobre o direito na prática, mas vai se relacionar (...)  em função da perspectiva de operadores do direito sobre seu saber. Assim, uma abordagem pluralista na teoria jurídica provavelmente reconhecerá o que os advogados normalmente reconhecem como direito, mas pode ver essa concepção como uma espécie de um gênero maior, ou tratar a concepção de direito dos juristas como refletindo perspectivas definidas por objetivos particulares.  

### Autopoiese
Humberto Maturana e Francisco Varela originalmente cunharam o conceito de autopoiese dentro da biologia teórica para descrever a auto-reprodução de células vivas por meio de auto-referência.  Este conceito foi posteriormente emprestado, reconstruído em termos sociológicos e introduzido na sociologia do direito por Niklas Luhmann . A teoria sistêmica de Luhmann transcende a compreensão clássica de objeto/sujeito ao considerar a comunicação (e não a 'ação') como o elemento básico de qualquer sistema social. Ele rompe com a teoria de sistemas tradicionais de Talcott Parsons e descrições baseadas em ciclos de regeneração cibernéticos e entendimentos estruturais de auto-organização dos anos 1960. Isso lhe permite trabalhar no sentido de encontrar uma solução para o problema do 'sujeito' humanizado. 
“Talvez a ideia mais desafiadora incorporada na teoria da autopoiese seja que os sistemas sociais não devem ser definidos em termos de agência ou normas humanas, mas de comunicações, reproduzindo a comunicação. Esta tese sociologicamente radical, que levanta o medo de uma teoria desumanizada do direito e da sociedade, tenta destacar o fato de que os sistemas sociais são constituídos pela comunicação."  De acordo com Roger Cotterrell , "Luhmann... trata a teoria como a base para toda análise sociológica geral de sistemas sociais e suas relações mútuas.  Mas suas afirmações teóricas sobre a autonomia do direito são postulados muito poderosos, apresentados antes (e mesmo, talvez, no lugar) do tipo de estudo empírico detalhado da mudança social e jurídica que os comparatistas e a maioria dos sociólogos jurídicos provavelmente preferem esperar para ver os resultados como interpretar o que quer que essa teoria possa descobrir. 

### Culturas jurídica
A cultura jurídica é um dos conceitos centrais da sociologia do direito. O estudo das culturas jurídicas pode, ao mesmo tempo, ser considerado como uma das abordagens gerais da sociologia do direito. Como conceito, refere-se a "padrões relativamente estáveis de comportamento e atitudes sociais legalmente orientados" e, como tal, é considerado uma subcategoria do conceito de cultura.  Trata-se de um conceito relativamente novo que, segundo David Nelken , pode ser atribuído a “termos como tradição jurídica ou estilo jurídico, que têm uma história muito mais longa no direito comparado ou na ciência política primitiva, explorar a existência de variações sistemáticas nos padrões de 'direito nos livros' e 'direito em ação' e, acima de tudo, na relação entre eles". 
Como abordagem, enfoca os aspectos culturais do direito, o comportamento jurídico e as instituições jurídicas e, portanto, tem afinidade com a antropologia cultural, o pluralismo jurídico e o direito comparado. 
Lawrence M. Friedman está entre os estudiosos sociojurídicos que introduziram a ideia de cultura jurídica na sociologia do direito. Para Friedman, a cultura jurídica "refere-se ao conhecimento público e atitudes e padrões de comportamento em relação ao sistema legal".  Também pode consistir em "corpos de costume organicamente relacionados à cultura como um todo. Friedman enfatiza a pluralidade de culturas jurídicas e aponta que é possível explorar culturas jurídicas em diferentes níveis de abstração, por exemplo, no nível do sistema jurídico, do estado, do país ou da comunidade. Friedman também é conhecido por introduzir a distinção entre as culturas jurídicas "internas" e "externas". Um tanto simplificado, o primeiro refere-se às atitudes e percepções gerais do direito entre os funcionários do sistema jurídico, como o judiciário, enquanto o último pode se referir à atitude dos cidadãos em relação ao sistema legal ou à lei e à ordem em geral. 

### Feminismo
O direito sempre foi considerado um dos locais importantes de engajamento para o feminismo. Conforme apontado por Ruth Fletcher, o engajamento feminista com o direito assumiu muitas formas ao longo dos anos, o que também indica sua fusão bem-sucedida de teoria e prática: Ao assumir a prestação de serviços de consultoria especializada, os grupos de mulheres têm desempenhado um papel em tornar o direito acessível aos necessitados. Ao submeter conceitos e métodos jurídicos à análise crítica, as feministas questionaram os termos do debate jurídico." 

### Globalização
A globalização é muitas vezes definida em termos de processos económicos que provocam desenvolvimentos culturais radicais ao nível da sociedade mundial. Embora o direito seja um ingrediente essencial do processo de globalização - e importantes estudos sobre direito e globalização já tenham sido realizados na década de 1990 por, por exemplo, Yves Dezalay e Bryant Garth  e Volkmar Gessner  - a importância do direito para a criação e A manutenção dos processos de globalização é frequentemente negligenciada na sociologia da globalização e permanece, sem dúvida, um tanto subdesenvolvida na sociologia do direito. 
Como apontado por Halliday e Osinsky, " a globalização econômica não pode ser entendida à parte da regulação global dos negócios e da construção legal dos mercados dos quais depende cada vez mais. A globalização cultural não pode ser explicada sem atenção aos direitos de propriedade intelectual institucionalizados na lei e nos regimes de governança global A globalização das proteções para populações vulneráveis não pode ser compreendida sem traçar o impacto do direito internacional penal e humanitário ou tribunais internacionais.  As abordagens sociojurídicas para o estudo da globalização e da sociedade global muitas vezes se sobrepõem ou fazem uso de estudos de culturas jurídicas e pluralismo jurídico. 

## Sobre o termo "sociologia do direito"
No entender de alguns autores, a sociologia do direito não deveria ter uma delimitação precisa de temáticas. Isso porque os objetos de pesquisa sociológica sobre o direito seriam tão diversos quanto seus pesquisadores. Não haveria, portanto, programa de pesquisa propriamente "sociológico", somente formas de identificar pesquisa sociológica, verificando, por exemplo, a efetividade das normas jurídicas ou do sistema de justiça. Daí a preocupação com distinguir entre "sociologia do direito" e "sociologia jurídica", estabelecer a diferença a primeira, um ramo da sociologia que busca descrever e explicar o fenômeno jurídico como parte da vida social, e a segunda, um ramo do direito que busca descrever e explicar a eficácia dos institutos jurídicos. Outros autores, por sua vez, preferiam não fazer distinções e consideravam toda pesquisa sociológica na seara do Direito como sendo indiferentemente "sociologia do direito" ou "sociologia jurídica".
Pedro Scuro Neto reagiu contra essas posturas argumentando que a profusão de ramos, programas e subcategorias gerava desconfiança e descrédito em relação à capacidade explicativa de uma disciplina "sem objeto próprio, nítido, cujos praticantes não conseguem estabelecer, sem discrepância, o que apreendem". Situação agravada quando o ensino da sociologia geral, concentrada em isolar objetos para formar conceitos e conduzi-los do elementar ao complexo, deixou de ser obrigatório. Sobrou a "sociologia jurídica", vista como uma espécie de guarda-chuva para abrigar conteúdos muito diversos, como uma disciplina lecionada segundo programas variando de acordo com a formação/vocação dos docentes. "Sociólogos de plantão", indivíduos, segundo Zygmunt Bauman que podem ser "errantes" (escolhem conceitos como se fossem "alegres consumidores" nos corredores de um supermercado), "vagabundos" (indo de lá para cá sem se fixar em nada), "turistas" (sempre em busca de novidades e tentando novas identidades), ou "jogadores" (para quem a vida é um jogo a ser ganho, cujo resultado no entanto dura apenas até a próxima partida).
A Sociologia, na verdade, investiga o papel do direito (e da Justiça) como instituição fundamental da estrutura básica da sociedade. Direito e justiça mediam entre “interesses políticos e econômicos, entre a ordem normativa da sociedade e a cultura, estabelecendo e mantendo interdependência, e se constituindo em fontes de controle social, consenso e coerção”. Razão pela qual, a Justiça (vasta rede de profissões e instituições envolvida com a formação e operacionalidade do ordenamento jurídico da sociedade)  
"[...] só pode ser corretamente avaliada através de suas conexões mais amplas, dadas pela estrutura básica da sociedade, que é abstrata, apenas um ponto de partida, mas somente por meio dela se pode identificar os variados papéis que a Justiça desempenha e os modos pelos quais a justiça [no sentido amplo, com j minúsculo, equivalente a julgar de acordo com o que é direito, reto, íntegro, moral, ético, humano e civilizado] se realiza, estimulando atuação institucional integrada, contribuindo para estabelecer comunidade de sentido, aclarando competências, redefinindo normas de comportamento, mostrando como agir e alcançar objetivos do modo mais adequado".

## Estrutura Básica da Sociedade
Subsistemas, Funções e Instituições
| Sistema      | Função | instituições |
| ------------ | --- | --- |
| Economia     | Adaptação às necessidades internas e a pressões, exigências e limitações impostas do exterior; atividades de produção, articulação de processos e distribuição | Estruturas e instituições econômicas — extraem os recursos que o sistema precisa, modifica, controla e explora, "em troca" daquilo que ele produz                |
| Política     | Objetivação — definição e busca de objetivos coletivos e mobilização de atores e recursos para obtê-los                                                        | Estado, empresas, administração, movimentos políticos e sociais                                                                                                  |
| Socialização | Padronização — motivar, estabelecer e transmitir cultura comum: padrões de conduta (valores, normas e modelos sociais)                                         | Família, sistemas educacionais, meios de comunicação, partidos políticos etc. — articulam ação e universo simbólico, e se tornam fator de motivação das condutas |
| Comunidade   | Integração — controle e coordenação dos componentes da ação visando a estabelecer e manter interdependência, fonte de consenso, controle e coerção social      | Direito e sistema de justiça — inibem tendências desviantes e evitam distúrbios sérios                                                                           |

## Sociologia jurídica e sociedade brasileira
Dada a estrutura básica da sociedade moderna, especificamente no que concerne a sociedade brasileira, os objetivos da disciplina podem ser assim traçados:
(a) Investigar o papel do direito como instrumento de organização, controle e direção social, mediante o exame de suas categorias, procedimentos e instituições, tendo como contraponto histórico a evolução socioeconômica da sociedade brasileira no século XX, especialmente depois da Revolução de 1930;
(b) examinar as relações entre direito e sociedade no sentido inverso, verificando os novos tipos de conflito surgidos no País com o avanço da crescente complexidade social, política e econômica e os desafios que propõem ao direito, enquanto instrumento de organização, direção e controle social;
(c) identificar os novos campos de ação, as novas fontes e as novas formas de produção do direito advindas com a universalização da concorrência, a integração dos mercados, a relativização do princípio da soberania e a concentração do poder econômico;
(d) avaliar o impacto dessas mudanças nas profissões jurídicas no Brasil e no exterior.

## O Direito como problema sociológico: temas
- O Direito no seu contexto social

Afirmar que o ordenamento jurídico reflete o contexto social, que o Direito é um “fato” ou “fenômeno”, é mero truísmo. Dizer que a “qualidade de ser social” é “uma característica da realidade jurídica”, e que é impossível “conceber qualquer atividade social desprovida de forma e garantia jurídicas, nem qualquer regra jurídica que não se refira à sociedade”, não passa de uma autorização para encarar modo leviano o Direito em seu contexto social. Na realidade, a ordem jurídica reflete de modo incontestável apenas o contexto social mais amplo. Além desses limites é preciso especificar as condições e os padrões sociais (valores, normas e modelos de conduta) que determinam a relação de mútua dependência entre o Direito e a sociedade. Eis a razão de os sociólogos tanto insistirem em verificar em que medida esse processo de influência — que para o operador do Direito dispensa demonstração — é de fato recíproco. Para tanto, do ponto de vista metodológico, o melhor seria determinar as variáveis independentes a que se atribui papel preponderante na modificação do contexto social pelo Direito e vice-versa. Algo, na verdade, virtualmente impossível, pois acarretaria manter constantes as condições sociais, o que  cada vez mais nos obriga a pesquisar a estrutura ontológica, a natureza e o caráter dos ordenamentos jurídicos à luz de uma ampla perspectiva histórica e comparada, mister no qual a Sociologia é ferramenta inestimável. 
- Uniformidade e diversidade nos ordenamentos

Os sociólogos, de um modo geral, estão conscientes da necessidade de estudar todo ordenamento jurídico e social vigente sob um prisma abrangente. Desse modo, em vez de concluir, por exemplo, que a Justiça Penal é incapaz de “traduzir diferenças e desigualdades”, porque privilegia a aplicação de sanções punitivas a determinados grupos oprimidos (negros, migrantes e pobres), melhor seria perguntar até que ponto é admissível inferir valores gerais (que abrangem todo e qualquer modo de interação social) a partir de contextos particulares. Uma solução seria transcender os limites do ordenamento jurídico específico ou o modo de justiça dominante. 
- As duas faces do Direito

O Direito, em processo ou substância, é uma técnica essencial para tutelar liberdades individuais visando garantir direitos humanos e promover igualdade e bem-estar social. Mas é também um poderoso instrumento de controle que serve para que determinados segmentos sociais mantenham sua ascensão sobre os demais. O grande potencial de discricionário do Direito pode servir até mesmo para exercício de poder autoritário e tirânico. Combinações de direitos com a função de promover e/ou limitar direitos são encontradas através de todo e qualquer ordenamento jurídico. Refletem contradições básicas, antagônicas, típicas do desenvolvimento das sociedades sob variadas condições históricas, características de relações conformadas segundo interesses irreconciliáveis envolvendo tendências, grupos e classes sociais. Graças a essa dupla funcionalidade do Direito, o significado das normas jurídicas depende tanto do processo pelo qual são produzidas quanto dos modos como são utilizadas. Por outro lado, as funções dessas normas na limitação ou promoção das liberdades individuais não são mutuamente exclusivas, precisamente porque se acham combinadas das mais diversas formas no contexto do ordenamento.
- A relação entre Direito Processual e Direito Substantivo

Dependendo do modo de justiça (“modelo judicante”), a essência da legalidade repousa no sistema de decisões judiciárias e na rede de profissões e organizações destinadas à resolução de conflitos e controvérsias. Isso obrigou a análise sociológica a concentrar-se quase que exclusivamente no Direito Processual, sob cuja perspectiva a solução de conflitos apresenta sempre duas vertentes: numa delas o juiz dita a sentença, na outra as partes expõem o conflito e os argumentos nos quais baseiam seus pontos de vista. Contudo, uma compreensão mais ampla dos objetivos, do funcionamento e da natureza do ordenamento jurídico moderno teria de abranger também o Direito substantivo, em particular suas tendências definidas em termos de racionalidade, ação adequada à finalidade e ao mesmo tempo voltada à avaliação dos padrões sociais mais suscetíveis de serem adotados e postos em prática.
- Racionalidade substantiva e racionalidade formal

Sob a hegemonia das sociedades mais avançadas do Ocidente, a tecnologia, o Direito, a política, o regime democrático, as organizações e a cultura se submetem a um sofisticado processo de construção orientado segundo critérios racionais. O Direito, por exemplo, até ser depurado da “ordem natural das coisas” moralidade e ideologias, suportou uma anarquia conceitual que só terminou graças ao modelo positivista e à postura segundo a qual as normas jurídicas ostentam características “operacionais”, independentes dos participantes, do momento e do lugar. A Sociologia ressalta a tendência da ação no campo jurídico ser determinada por uma contradição opondo dois tipos de racionalidade. A primeira é a racionalidade formal; regras aplicadas segundo procedimentos de generalização e interpretação fixados num sistema de normas de forma linguística especial, apartada da dinâmica de expressão e comunicação comum e, por isso mesmo, relativamente independente de determinações políticas e econômicas.
Como o formalismo pretende constituir medidas protetoras contra intolerância e manipulação política, entra em conflito com a racionalidade substantiva, interessada na “justa resolução do caso singular” e expressando o caráter, as finalidades e os processos da sociedade caracteristicamente burguesa. Assim, o Direito moderno não se orienta apenas no sentido da consistência lógica e do cálculo, mas também segundo conteúdos (políticos, éticos, utilitários, igualitários, hedonistas, etc.) ditados por valores absolutos. Dessa contradição emergem “inevitáveis elementos de irracionalidade” (cf. Max Weber), incluindo disposições que decorrem da “crise” do projeto iluminista (que celebrava a razão e a capacidade humana de mudar a realidade) e do liberalismo, assim como de sentimentos de desencanto com a realidade cada vez mais complexa, e da consciência da fragilidade da ordem social contemporânea. O impacto dessa contradição é sentido também na prática jurídica cotidiana, afetando casos judiciais singulares e impedindo a justa resolução de conflitos ou controvérsias dependentes da parte adversária:
“A racionalidade formal da lei garante somente os direitos formais dos interessados. Se acontecer de alguém não se recordar de um fato importante ou não puder arcar com as despesas necessárias para documentá-lo, pode ser forçado a renunciar a um direito que é legalmente seu. Desse modo, circunstâncias fortuitas acabam resultando em injustiça ‘material’ em um sistema de Direito formalmente racional”.
O dilema se reproduz na elaboração de normas que visam assegurar a “igualdade perante a lei”, mas que ao mesmo tempo devem contemplar aspectos peculiares de casos singulares. Problema que ressurge quando o sistema jurídico precisa preservar a coerência, mas também ser flexível diante da diversidade das condições sociais. Por fim, o dilema reaparece quando o magistrado procura fundamentar uma decisão em conhecimento científico, mas ao mesmo tempo precisa manter o caráter jurídico formal da sentença.
- Os limites da ciência jurídica

Apesar de os sistemas jurídicos modernos terem sido concebidos para durar indefinidamente e para fornecer decisões justas e coerentes, a qualidade das normas diretivas e dos procedimentos jurídicos deixa cada vez mais a desejar. Daí a disposição a usar o vasto acervo de conhecimento das “ciências auxiliares do Direito” (incluindo a própria Ciência Jurídica), que, no entanto, carecem da certeza e segurança que os operadores do Direito derivam do poder estatal. Ciências que não podem estabelecer, portanto, os objetivos do ordenamento nem verificar os padrões sociais que o determinam.
“A certeza do cientista emana, assim como ocorre com os demais seres humanos, da intuição e do raciocínio. Precisa ser educada, porém, por um conhecimento metódico, fundamentado, demonstrado, sistematizado e dirigido, acima de tudo, a algo cada vez mais complexo, voltado à descoberta das causas dos problemas e funções dos objetos, à investigação permanente de correlações e múltiplas vertentes”.
Animados desse intuito, sociólogos, juristas e até operadores jurídicos procuram se convencer que é possível “melhorar” os princípios e os procedimentos do Direito, uma modalidade historicamente específica, pré-predicativa, colocada entre as condições preliminares do processo da vida na nossa sociedade (burguesa). Toda contribuição para elevar a eficácia do ordenamento e capacitá-lo a obter fins cada vez mais precisos, geralmente é sempre bem-vinda. Não se pode determinar, contudo, quais são esses objetivos. As ciências sociais explicam valores, normas e modelos de conduta, mas não podem verificá-los, corroborá-los ou provar a sua verdade. Sociólogos, por exemplo, podem prever as consequências de determinadas opções por valores e linhas de ação alternativas no campo do Direito; no entanto, fazer o Direito mais “justo” e “democrático” permanece “sempre na zona reservada às avaliações subjetivas e opções valorativas” dos próprios sociólogos (cf. Schur, op. cit. p. 25) — em particular quando dizem trabalhar na “perspectiva de interação entre o objeto e o sujeito”, enfatizando “a necessidade de pensar o Direito para além da dicotomia Estado/ sociedade civil”
- Sociologia e a política do Direito

Criticar sociólogos “evangélicos”, como os que afirmam seguir com mais autenticidade as máximas de uma sociologia “pluridisciplinar” e “acima dos recortes acadêmicos convencionais”, não significa poder para descartar problemas políticos. Basta a Sociologia revelar causas e fatores que determinam problemas, avaliar implicações inerentes à aplicação do Direito positivo, e prever custos e consequências de conflitos e soluções contrastantes, para favorecer o amadurecimento de uma compreensão ampla e profunda do funcionamento dos ordenamentos e modos de justiça. O verdadeiro problema reside na política legislativa,seus critérios de necessidade, conveniência e oportunidade, que ainda não assimilou adequadamente a contribuição da Sociologia. Por exemplo, temendo indesejáveis cobranças, políticos e operadores do Direito insistem em descartar a avaliação dos resultados (as funções e as consequências) de seus custosos projetos, geralmente se satisfazendo com seus próprios esforços para atingir metas exclusivamente administrativas (medidas em termos de serviços fornecidos, atividades cumpridas ou número de beneficiados) - conforme observa um promotor de Justiça, de Minas Gerais:
“Recentemente, o Conselho Nacional de Justiça concluiu que não houve mudança significativa na quantidade de processos no País, apesar da ‘reforma judicial e processual’. A conclusão é verídica, mas não há interesse do setor em reduzir a quantidade de processos. Existe uma máquina jurídico-burocrática que sobrevive à custa desses processos. Se acabarem os processos e as demandas, o sistema não está preparado para uma concepção cultural de acesso à Justiça. Tudo que simplifica é considerado como ‘inseguro’ e ‘inconstitucional’. O processo judicial tornou-se meio de poder. As partes são colocadas em segundo plano; geralmente nem são citadas nos atos jurídicos, quando muito são coadjuvantes, mas normalmente apenas audiência. Não participam nem no aspecto administrativo e até mesmo processual. Assim, de forma paradoxal, se simplifica o processo, com receio, na verdade, que processo simples rompa os mitos de uma suposta complexidade”

## Produção em sociologia do direito no mundo

### Em alemão
Produziram sobre a área Max Weber, Eugen Ehrlich, Theodor Geiger, Niklas Luhmann, Jürgen Habermas, Karl-Dieter Opp, Wilhelm Nöth, Gunther Teubner e Karl-Heinz Ladeur.
Alguns periódicos de língua alemã:
- Anuário de Sociologia Jurídica ("Jahrbuch für Rechtssoziologie und Rechtstheorie");
- Informe de Sociologia do Direito ("Informationsbrief für Rechtssoziologie"), editada pela Universidade Livre de Berlim;
- Série de Estudos da Associação de Sociologia do Direito ("Schriftenreihe der Vereinigung für Rechtssoziologie");
- Arquivo de Filosofia do Direito e de Filosofia Social ("Archiv für Rechts - und Sozialphilosophie");
- Revista de Sociologia do Direito ("Zeitschrift für Rechtssoziologie").

### Em castelhano
Argentina
A sociologia jurídica conta com a mais antiga associação de sociologia da América Latina a SAJu (Sociedade Argentina de Sociologia Jurídica).  Alejandro Medici, Carlos Lista, Edmundo Fuenzalida Faivovich, Manuela G. González, Mario S. Gerlero.
Chile
Dedicam-se à sociologia do direito no Chile: Aldo Mascareño, Jorge Larraín, 

#### Espanha
Dedicam-se à sociologia jurídica na Espanha Angel Sánchez de la Torre, Elías Díaz e María José Fariñas Dulce.
Dentre os periódicos espanhóis há o anuário Sociología e Psicología Jurídicas e a revista Sociologia Jurídica Atual ("Current Legal Sociology"), editado pelo Instituto Internacional de Sociologia Jurídica, sediado em Oñati, na Espanha.

### Em francês
Os seguintes autores franceses são considerados importantes contribuidores da sociologia jurídica:Émile Durkheim, Henri Lévy-Bruhl, Georges Gurvitch, Jean Carbonnier, André-Jean Arnaud, Jacques Commaille e Pierre Guibentif.
A revista francesa que divulga o pensamento sociológico do direito é a Direito e Sociedade ("Droit et Société").

### Em italiano
São autores de sociologia jurídica Renato Treves, Alberto Febbrajo, Vincenzo Ferrari, Raffaele de Giorgi e Mario Losano.
Dentre os periódicos, há a revista Sociologia do Direito ("Sociologia del Diritto") e o Arquivo Italiano de Sociologia do Direito ("Archivio Italiano di Sociologia del Diritto").

### Em inglês

#### Estados Unidos
São estudiosos da sociologia jurídica nos Estados Unidos Nicholas Timasheff, Thomas Cowan,
Underhill Moore, Roscoe Pound, Talcott Parsons, George Psathas e Marc Galanter.
Dentre os periódicos especializados na sociologia do direito, há a Revista de Direito e Sociedade ("Law and Society Review"), o anuário Pesquisa em Direito e Sociologia ("Research in Law and Sociology") e a Revista Direito e Pesquisa Social ("Law and Social Inquiry").

#### Inglaterra
Contribuíram para a sociologia do direito Jeremy Bentham, Herbert Hart, Roger Cotterrell e David Nelken.

### Em português

#### Brasil
No Brasil, a sociologia do direito teve início em Recife[carece de fontes?] com Cláudio Souto[carece de fontes?]. Outros estudiosos da área são: Ana Lucia Sabadell, Artur Stamford da Silva, Celso Campilongo, Machado Netto, Eliane Junqueira, Ester Kosovski, Fabiano Engelmann, José Eduardo Faria, Germano Schwartz,  Guilherme Leite Gonçalves, Guilherme Camargo Massaú, José Alcebíades de Oliveira Junior, José Ribas Vieira, José Geraldo de Sousa Júnior, José Rodrigo Rodriguez, Laurindo Dias Minhoto, Leonel Severo Rocha, Lígia Mori Madeira, Luciano Oliveira, Marcelo Neves, Miranda Rosa, Orlando Villas-Boas Filho, Pedro Scuro Neto, Rodrigo Ghiringhelli de Azevedo, Wanda Capeller.
Dentre os periódicos especializados na sociologia do direito, há a Revista Brasileira de Sociologia do Direito (RBSD), que disponibliza gratuitamente os artigos publicados (http://revista.abrasd.com.br/index.php/rbsd/index)criada e administrada pela Associação Brasileira de Sociologia do Direito (ABraSD) (http://www.abrasd.com.br/).

#### Moçambique
A sociologia do direito em Moçambique vem se ocupando de questões relacionadas com o pluralismo jurídico.

#### Portugal
O campo da Sociologia do Direito em Portugal se desenvolve em torno de quatro vértices temáticos: 
- Sociologia do direito das desigualdades e da cidadania[54];
- O político, o estado, o direito e a sociedade[54];
- Estudos da administração da justiça (ou Sociologia da Administração da Justiça)[54];
- Estudos sobre o controlo, o crime e o desvio, e as violências[54].

São considerados como os principais autores do campo: Boaventura de Sousa Santos, Conceição Gomes, Nuno Garoupa, Patrícia Branco, João Fernandes Pedroso, Maria João Guia.

## Literatura Referencial
·        Abel, Richard L. (1980) "Redirecting Social Studies of Law" in 14 Law and Society Review 803-29.
·        Agersnap, Torben (2000) "Theodor Geiger: Pioneer of Sociology in Denmark" in Acta Sociologica, Vol. 43, No. 4, pp. 325–330.
·        Arnaud, André-Jean (2007) "Carbonnier, Jean" in Encyclopedia of Law and Society: American and Global Perspectives (Thousand Oaks: SAGE).
·        Arnaud, André-Jean and Vittorio Olgiati (1993) On Complexity and Socio-Legal Studies : Some European Examples (Oñati Proceedings 14).
·        Atkinson, J. Maxwell and Paul Drew(1983) Order in Court: The Organisation of Verbal Interaction in Courtroom Settings. London: Macmillan.
·        Aubert, Vilhelm, ed, (1969) Sociology of Law (London, Penguin).
·        Aubert, Vilhelm (1994) Continuity and Development in Law and Society (Oslo, Norwegian University Press).
·        Aubert, Vilhelm (1969) "Law as a Way of Resolving Conflicts: The Case of a Small Industrialized Society" in Laura Nader (ed.) Law in Culture and Society (Chicago, Aldine Publishing Company).
·        Banakar, Reza (2014) Normativity in Legal Sociology: Methodological Reflections on Law and Regulation in Late modernity (Heidelberg: Springer).
·        Banakar, Reza and Max Travers eds. (2013) Law and Social Theory (Oxford: Hart Publishing).
·        Banakar, R. (2011) "The Sociology of Law: From Industrialisation to Globalisation", Sociopedia.isa, 2011 ; U. of Westminster School of Law Research Paper No. 11-03. Available at SSRN: https://ssrn.com/abstract=1761466
·        Banakar, R. (2000) "Integrating Reciprocal Perspectives: On Georges Gurvitch's Theory of Immediate Jural Experience" 16 (1) Canadian Journal of Law and Society. Available at SSRN https://ssrn.com/abstract=1777167
·        Banakar, R. (2002) "Sociological Jurisprudence" in R. Banakar and M. Travers, eds, Introduction to Law and Social Theory, Oxford, Hart.
·        Banakar, Reza (2009) "Law Through Sociology's Looking Glass: Conflict and Competition in Sociological Studies of Law" in THE NEW ISA HANDBOOK IN CONTEMPORARY INTERNATIONAL SOCIOLOGY: CONFLICT, COMPETITION, AND COOPERATION, Ann Denis, Devorah Kalekin-Fishman, eds., (London: Sage). An e-copy available at: https://ssrn.com/abstract=1327025.
·        Banakar, Reza (2008) "The Politics of Legal Cultures" in Retfærd: The Nordic Journal of Law and Justice, 2008. Available at SSRN: https://ssrn.com/abstract=1323371.
·        Banakar, R. (2006) "Sociological Jurisprudence" in Encyclopedia of Law and Society: American and Global Perspectives. Thousand Oaks, SAGE.
·        Banakar, R. and Travers, M. (2005) "Law, Sociology and Method" in Theory and Method in Socio-Legal Research, pp. 1–25. Edited by Banakar, R. and Travers, M. (Oxford: Hart Publishing, 2005).
·        Banakar, R. (2003) Merging Law and Sociology: Beyond the Dichotomies of Socio-Legal Research (Berlin/Wisconsin: Galda and Wilch).
·        Banakar, R. and Max Travers (2002) Introduction to Law and Social Theory (Oxford: Hart Publishing).
·        Barzilai, Gad (2003) Communities and Law: Politics and Cultures of Legal Identities (Ann Arbor: University of Michigan Press).
·        Baxi U (1986) Towards a Sociology of Indian Law. New Delhi: Stavahan.
·        Black, D. (1976) The Behavior of Law (New Haven, Conn. : Yale University Press).
·        Black, D. (1972) "The Boundaries of Legal Sociology" in Yale Law Journal 81.
·        Campbell, C. M. and Wiles, P. (1976) "The Study of Law in Society in Britain" in Law and Society Review 10: 547-78.
·        Chiba, Masaji (1989) Legal pluralism : toward a general theory through Japanese legal culture (Tokyo, Japan : Tokai University Press).
·        Cotterrell, Roger (1999) Emile Durkheim: Law in a Moral Domain, Stanford University Press.
·        Cotterrell, Roger (2007) "Sociology of Law" in Encyclopedia of Law and Society: American and Global Perspectives (Thousand Oaks: SAGE).
·        Cotterrell, Roger (2006) Law, Culture and Society: Legal Ideas in the Mirror of Social Theory (Aldershot: Ashgate).
·        Cotterrell, Roger (1992) The Sociology of Law: An Introduction (Oxford: Oxford University Press).
·        Cotterrell, Roger (1995) Law's Community: Legal Theory in Sociological Perspective (Oxford: Clarendon Press).
·        Cotterrell, Roger (2008) Living Law: Studies in Legal and Social Theory (Aldershot: Ashgate).
·        Cotterrell, Roger (2018) Sociological Jurisprudence: Juristic Thought and Social Inquiry (New York/London: Routledge).
·        Cotterrell, Roger, ed, (2006) Law in Social Theory (Aldershot: Ashgate).
·        Cotterrell, Roger, ed, (2001) Sociological Perspectives on Law (2 vols) (Aldershot: Ashgate).
·        Czarnota, Adam "Podgórecki, Adam" in Encyclopedia of Law and Society: American and Global Perspectives (Thousand Oaks: SAGE).
·        Dalberg-Larsen, Jørgen (2000) The Unity of Law: An Illusion (Berlin, Galda + Wilch Verlag).
·        Deflem, Mathieu (2008) Sociology of Law: Visions of a Scholarly Tradition (Cambridge: Cambridge University Press).[21]
·        Deflem, Mathieu (2007) "Sociological Theories of Law" pp. 1410–1413 in Encyclopedia of Law and Society: American and Global Perspectives, edited by David S. Clark. Thousand Oaks, CA: Sage Publications.[22].
·        Dezalay, Yves and Bryant G. Garth (1996) Dealing in Virtue: International Commercial Arbitration and the Construction of a Transnational Legal Order . Chicago Series in Law and Society.
·        Deva I (ed.) (2005) Sociology of Law. New Delhi: Oxford University Press.
·        Durkheim, Emile (1984) The Division of Labour in Society (transl. W. D. Halls). London: Macmillan (orig. 1893 De la division du travail social).
·        Ehrlich, Eugen (1936) Fundamental Principles of the Sociology of Law. Cambridge, MA: Harvard University Press (orig. 1912 Grundlegung der Soziologie des Recht).
·        Feest, Johannes and David Nelken (2007) Adapting Legal Cultures. Oxford, Hart.
·        Felstiner, W., Abel, R. and Sarat, A. (1981) "The Emergence and Transformation of Disputes: Naming, Blaming, Claiming", coauthored with Richard Abel and Austin Sarat, 15 Law and Society Review 401.
·        Ferrari, V. (1989) "Sociology of Law: A Theoretical Introduction" in Ferrari, V. and Uusitalu, P. Two Lectures on the Sociology of Law, pp. 7–31 (Helsinki : University of Helsinki, 1989) Sociology of Law Series, no. 6/101.
·        Ferrari, Vincenzo (1990) ed., Developing Sociology of Law. A World-Wide Documentary Enquiry (Milano, Giuffré).
·        Ferrari, V. (2007) "Treves, Renato" in Encyclopedia of Law and Society: American and Global Perspectives (Thousand Oaks: SAGE).
·        Fletcher, Ruth (2002) "Feminist Legal Theory" in Reza Banakar and Max Travers, An Introduction to Law and Social Theory (Oxford, Hart Publishing, 2002).
·        Flood, John, (2005) "Socio-Legal Ethnography in Theory and Method in Socio-Legal Research" 33-48 in R Banakar & M Travers (Hart Publishing: Oxford).
·        Flood, John, (1979) "Barristers' Clerks" 4 Journal of the Legal Profession 23-39.
·        Flood, John, (1983) Barristers' Clerks: The Law's Middlemen (Manchester: Manchester University Press).
·        Friedman, L. M. (2019) "Context and Convergence: Some Remarks on the Law and Society Movement" in (2019) 36 Law in Context 1.
·        Friedman, L. M. (1986) "The Law and Society Movement" in Stanford Law Review 38: 763-780.
·        Friedman, L. M. (1975) The Legal System: A Social Science Perspective (New York: Russell Sage Foundation).
·        Friedman, L. M. and Rogelio Perez-Perdomo (2003), eds., LEGAL CULTURE IN THE AGE OF GLOBALIZATION: LATIN AMERICA AND LATIN EUROPE (Stanford University Press).
·        Friedman, L. M. (2002) American Law in the 20th Century (New Haven: Yale University Press).
·        Galanter, Marc "Justice in many rooms: courts, private ordering and indigenous law" in (1981) 19 Journal of Legal Pluralism and Unofficial Law.
·        Gessner, Volkmar and Ali Cem Budak (1998) Emerging Legal Certainty: Empirical Studies on the Globalization of Law (Onati International Series in Law & Society).
·        Ghezzi, M. L. (2007) "Un precursore del nichilismo giuridico. Theodor Geiger e l'antimetafisica sociale" in SOCIOLOGIA DEL DIRITTO Issue: 3.
·        Griffiths, John (1986) "What is Legal Pluralism" in Journal of Legal Pluralism 24: 1-55.
·        Griffiths, Ann (2002) "Legal Pluralism" in Banakar and Travers, 2002.
·        Gurvitch, Georges; Hunt, Alan (1942—New edition 2001). "Max Weber and Eugene Ehrlich". Sociology of Law. Athens: Transaction Publishers. ISBN 0-7658-0704-1. {{cite book}}: Check date values in: |date= (help)
·        Jary, David; Julia Jary (1995). Collins Dictionary of Sociology. HarperCollins. ISBN 0-00-470804-0.
·        Johnson, Alan (1995). The Blackwell Dictionary of Sociology. Blackwells publishers. ISBN 1-55786-116-1.
·        Halliday, Terence C. and Pavel Osinsk (2006) "Globalization of Law" in Annual Review of Sociology.
·        Hammerslev, Ole (2007) Encyclopedia of Law and Society: American and Global Perspectives (Thousand Oaks: SAGE).
·        Hunt, Alan (1993) Explorations in Law and Society. New York: Routledge.
·        Hunt, Alan & Wickham, Gary (1994). Foucault and law: Towards a sociology of law As Governance. London: Pluto Press.
·        Hydén, Håkan (1986) "Sociology of Law in Scandinavia" in 13 Journal of Law and Society.
·        Kalleberg, Ragnvald (2000) "The Most Important Task of Sociology is to Strengthen and Defend Rationality in Public Discourse: On the Sociology of Vilhelm Aubert" in Acta Sociologica 43; 399.
·        Kronman, Anthony T. (1983) Max Weber. Stanford University Press.
·        Kurczewski, Jacek (2009) "The Legancy of Leon Petrażycki in Law & Society Studies / Editorial Debate" Societas/Communitas (1(7)).
·        Lista C (2004) The Development of Sociology of Law: the Case of Argentina. RCSL Newsletter Autumn 3-4.
·        Luhmann, Niklas (2004) Law As a Social System, translated by Klaus A. Ziegert (Oxford University Press).
·        Luhmann, Niklas (1995) Social Systems. Stanford CA, Stanford University Press.
·        Luhmann, Niklas (1985) A Sociological Theory of Law (London: Routedge & Kegan Paul).
·        Macaulay, S. (1963) "Non-Contractual Relations in Business" in American Sociological Review, at 28: 55-67.
·        McBarnet, Doreen (1981) Conviction: The Law, the State and the Construction of Justice (Macmillan).
·        Malinowski, Bronisław (1926) Crime and Custom in Savage Society.
·        Merry, Sally Engle (1988) "Legal Pluralism" in 22 Law and Society Review 869-901 at 870.
·        Maturana, H. R. and Varela, F. J. (1980) Autopoiesis and Cognition (Boston, MA, Reidel).
·        Mathiesen, Thomas (2005) Rätten i samhället : en introduktion till rättssociologin (Lund, Studentlitterature).
·        Munger, Frank (1998) "Mapping Law and Society" in A. Sarat, ed., Crossing Boundaries (Northwestern University Press).
·        Nelken, David (2009) Beyond Law in Context (Asghate).
·        Nelken, David (2007) "Culture, Legal" in Clark, David S. (ed.) Encyclopedia of Law and Society: American and Global Perspectives. London: Sage, pp. 369–70.
·        Nelken, David (2004) "Using the Concept of Legal Culture", Australian Journal of Legal Philosophy vol 29.
·        Nobles, Richard and David Schiff (2006) A Sociology of Jurisprudence. Oxford: Hart.
·        Nobles, Richard and David Schiff (2013) Observing Law Through Systems Theory. Oxford: Hart.
·        Nonet, Philippe and Philip Selznick (1978) Law and Society in Transition. Toward Responsive Law. New York: Octagon Books.
·        Papachristou, T.K. (1999). "The Sociological Approach of Law". Sociology of Law (in Greek). Athens: A.N. Sakkoulas Publishers. ISBN 960-15-0106-1.
·        Olgiati, Vittorio (2007) "Pluralism, Legal" in Encyclopedia of Law and Society: American and Global Perspectives (Thousand Oaks: SAGE).
·        Olgiati, Vittorio (2009) "The Notion of Legal Pluralism: A Theoretical Assessment" in Societas/Communitas 1(7).
·        Petrazycki, Leon (1955) Law and Morality. Cambridge, MA: Harvard University Press.
·        Podgórecki, Adam (1991) A Sociological Theory of Law. Milano: Dott. A. Giuffre Editore.
·        Podgórecki, Adam (1980) "Unrecognized Father of Sociology of Law: Leon Petrazycki." Law and Society Review 15: 183-202.
·        Podgórecki, Adam (1973) Knowledge and Opinion about Law. London: M. Robertson.
·        Podgórecki, Adam (1974) Law and Society. London: Routledge.
·        Pound, Roscoe. (1943). "Sociology of Law and Sociological Jurisprudence." University of Toronto Law Journal 5.
·        Rheinstein, M. (1954). Max Weber on Law and Economy in Society. Harvard University Press.
·        Rottleuthner, H. La Sociologie du Droit en Allemagne, 109.
·        Rottleuthner, H. Rechtstheoritische Probleme der Sociologie des Rechts, 521.
·        Rumble, Wilfrid E. Jr., "Legal Realism, Sociological Jurisprudence and Mr. Justice Holmes," Journal of the History of Ideas (1965) 26#4 pp. 547–566 in JSTOR
·        Santos, Boaventura de Sousa (2002) Toward a New Legal Common Sense. London: Butterworths.
·        Sarat, Austin, ed, Blackwell Companion to Law and Society (Malden, Mass. and Oxford: Blackwell, 2004).
·        Scuro Neto, P. (2004) Sociologia Ativa e Didática. São Paulo: Saraiva.
·        Scuro Neto, P. (2010) Sociologia Geral e Jurídica. São Paulo: Saraiva, 7th ed.
·        Scuro Neto, P. (2019) Sociologia Geral e Jurídica. São Paulo: Saraiva, 8th ed.
·        Selznick, P. (1965) "The Sociology of Law" in Sociology Today edited by Robert Merton et al. New York: Harper and Row.
·        Selznick, P. (1969) Law, Society and Industrial Justice (New York, Russell Sage Foundation).
·        Simon, Jonathan (1999) "Law after Society" in 24 Law and Social Inquiry 143-94 at 144.
·        Stjernquist, Per (1983) "En aspekt på rättssociologisk forskning" i 1 Tidskrigt för rättssociologi 7.
·        Tamanaha, B. (1993) "The folly of the 'social scientific' concept of legal pluralism" in Journal od Law and Society 20: 192-217.
·        Thomas, P. (1997) "Socio-Legal Studies: The Case of Disappearing Fleas and Bustards" in Phil Thomas (ed.) Socio-Legal Studies, pp. 1–22. Aldershot: Dartmouth.
·        Teubner, Gunther (1996) Global Law Without a State, Dartmouth.
·        Timasheff, Nicholas S. (1939) An Introduction to the Sociology of Law (Westport, Greenwood Press reprint, 1974).
·        Tomasic, Roman (1987) The Sociology of Law (London, SAGE Publications).
·        Travers, Max (2009) Understanding Law and Society (London).
·        Travers, M. (2001) "Sociology of Law in Britain" in American Sociologist 32: 26-40.
·        Travers, M. (1997) Law in Action: The Reality of Law: Work and Talk in a Firm of Criminal Lawyers (Aldershot: Ashgate).
·        Trevino. Javier (2008) The Sociology of Law: Classical and Contemporary Perspectives. New York: St. Martin's Press (1996) Reissued with a New Introduction. New Brunswick, NJ: Transaction Publishers.
·        Trevino, A Javier, ed, (2008) Talcott Parsons: On Law and the Legal System (Newcastle: Cambridge Scholars Publishing).
·        van Klink, Bart (2006) "Facts and Norms: The Unfinished Debate between Eugen Ehrlich and Hans Kelsen". Available at SSRN: https://ssrn.com/abstract=980957.
·        Woodman, G. R. (2008) "The possibilities of Co-Existence of Religious Laws with Other Laws" in Mehdi, R. et al. (eds.) Law and Religion in Multucultural Societies. Copenhagen: DJOF Publishing.
·        Ziegert, Klaus A. (2002) "The Thick Description of Law: An Introduction to Niklas Luhmann's Theory of Operatively Closed Systems" in R Banakar and M Travers, (eds), An Introduction to Law and Social Theory (Oxford, Hart Publishing).
·        Ziegert, Klaus A. (1979). "The Sociology behind Eugen Ehrlich's Sociology of Law." International Journal of Sociology of Law 7: 225-73.
·        Zippelius, Reinhold (2012) Grundbegriffe der Rechts- und Staatssoziologie, 3rd. ed. (Tübingen, Mohr Siebeck, ISBN 978-3-16-151801-0).